# Pelargonium peltatum
Pelargonium peltatum ((L.) L'Hér., 1789), comunemente noto come geranio edera, è una pianta rampicante appartenente alla famiglia delle Geraniacee, endemica delle Province del Capo, in Sudafrica.

## Descrizione
Il nome "geranio edera" è dovuto sia alle foglie a cinque punte, la cui forma ricorda quelle dell'edera, che al fatto che è un geranio rampicante. I fiori sono raccolti in infiorescenze e raggiungono i 5 cm.

## Galleria d'immagini

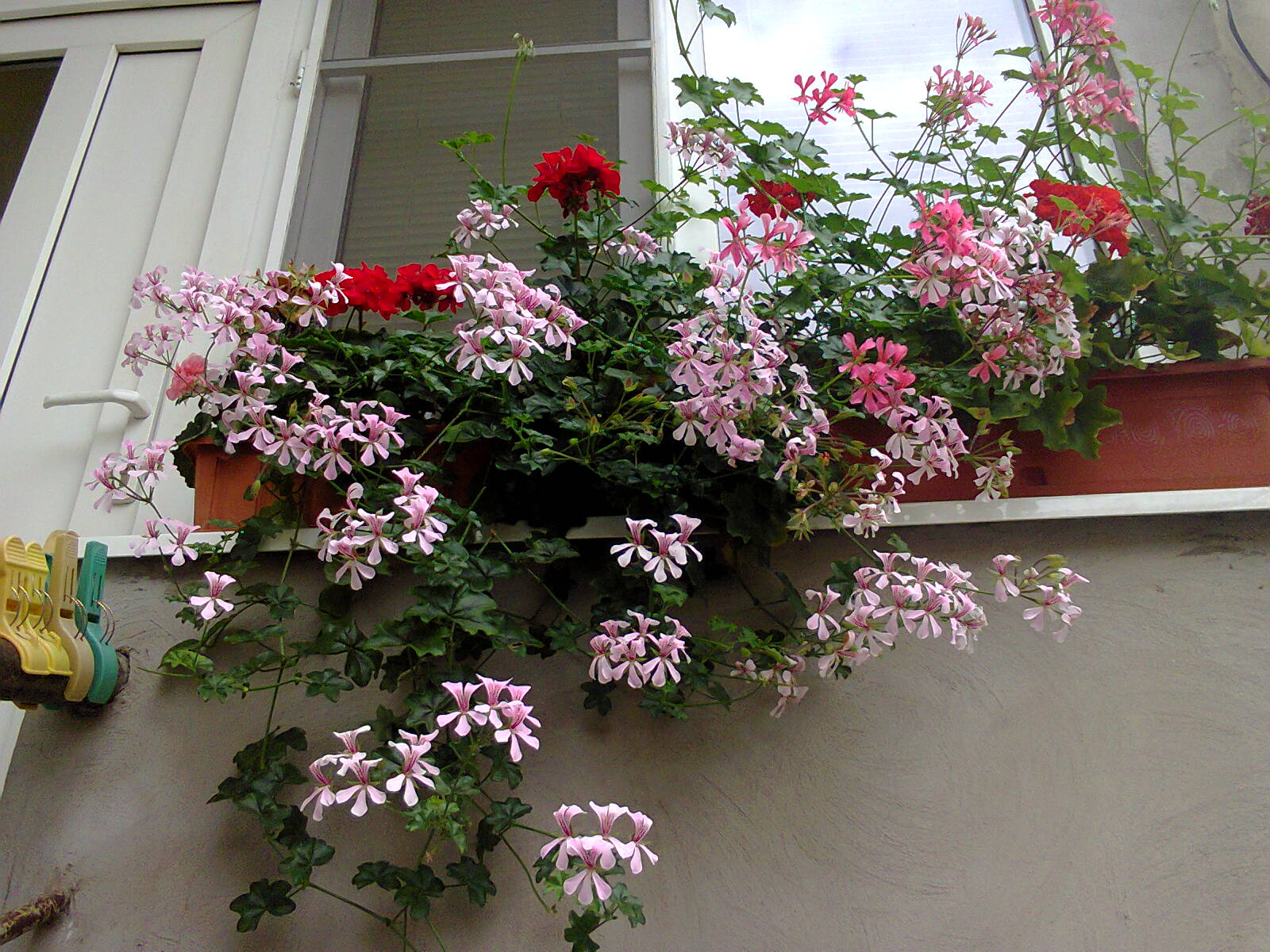
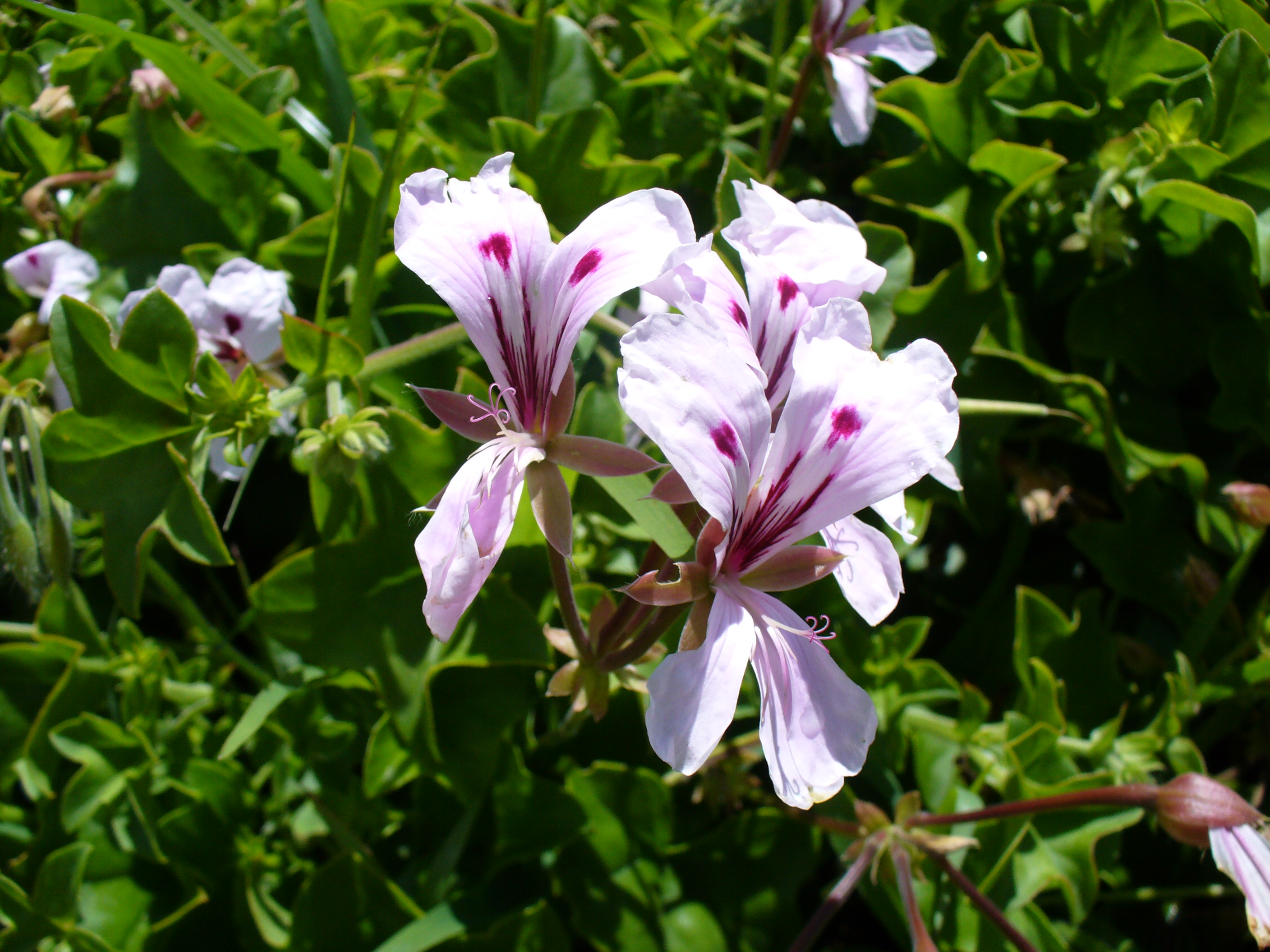
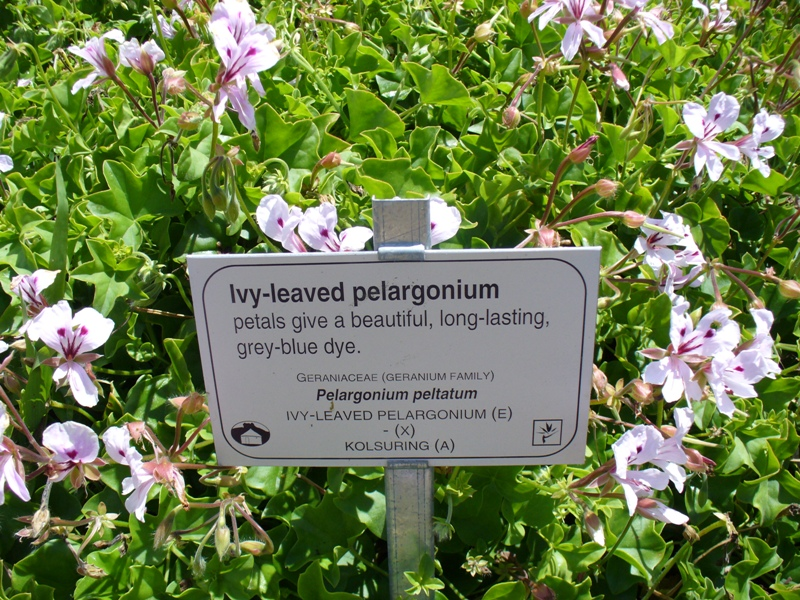